# Proizvodnja
Proizvodnja je zavesten in organiziran proces produkcije novih dobrin z uporabo dela, orodij in strojev ali kemičnih oziroma bioloških procesov za zadovoljevanje osebnih in družbenih potreb. Predstavlja temelj predelovalne industrije kot gospodarskega sektorja. Izraz se lahko nanaša na širok razpon človeških aktivnosti od rokodelstva do visokotehnoloških procesov, običajno pa z njim opisujemo množično dejavnost industrije.